# Odette Vargues
Pour les articles homonymes, voir Vargues.
Odette Félicienne Vargues, née à Villemomble le 23 novembre 1890 et morte à Paris 14e le 19 avril 1962, est une compositrice française.

## Biographie
Fille de Félicien Vargues, on lui doit plus de 110 créations dans les années 1920-1960, qui comprennent de la musique classique, des musiques de chansons et des chants pour enfants. 
Sociétaire de la Sacem dès le 18 août 1919, un prix de la Sacem porte son nom. 